# Kokhav Ya'akov
Kokhav Ya'akov (en hebreo: כוכב יעקב) (en español: La estrella de Jacob) es un asentamiento religioso israelí de Cisjordania, ubicado cerca de Ramala. En virtud de la administración territorial de Israel, pertenece al concejo Regional de Mateh Binyamin, en el Área de Judea y Samaria. Está a unos 10 minutos en coche de los barrios jerosolimitanos de Pisgat Ze'ev y Neve Yaakov. En 2015 contaba con una población de 7.313 habitantes.

## Historia
Kokhav Ya'akov fue fundado en 1985 por el movimiento Amana, y fue inicialmente nombrado Abir Yaakov en honor al rabino Yaakov Abuhatzeira. En 1988, su nombre fue cambiado a Kokhav Ya'akov. El barrio de Haredi de Tel Zion, establecido en 1990, es parte del asentamiento.
Un estudio de 2014 de B'Tselem informa de que la construcción en la década de 1980 de Kokhav Ya'akov, así como de los asientamientos de Psagot, Giv’at Asaf y Migron, se ha realizado sobre tierras que pertenecen a los habitantes del pueblo palestino de Burqah, o cerca de ellas. En consecuencia, aproximadamente 94,7 hectáreas de sus tierras (de las que 60% eran campos de cultivo) se encuentran ahora o dentro de los asentamientos o al otro lado de las carreteras israelíes de acceso, lo que impide que accedan a ellas. Además, la actitud violenta de los colonos israelíes impide que los campesinos palestinos accedan a unas 128 hectáreas adicionales de su propiedad, aunque no exista ninguna prohibición oficial. En total, los habitantes de Burqah ya no pueden acceder a unas 220 hectáreas de terreno, a saber aproximadamente un tercio de las tierras pertenecientes al pueblo.

## Educación
El sistema educativo de Kochav Yaakov incluye guarderías, jardines de infancia, programa de la tarde, así como escuelas religiosas.

## Residentes notables
- Bat El Gatterer, campeona europea y olímpica de Taekwando.